# Hipódromo municipal de San Sebastián
El hipódromo municipal de San Sebastián está situado en San Sebastián (Guipúzcoa) dentro del barrio de Zubieta y a pocos metros del pueblo guipuzcoano de Lasarte-Oria. En consecuencia, el hipódromo es conocido por muchos aficionados también como el hipódromo de Lasarte. Es junto al Hipódromo de La Zarzuela de Madrid el recinto hípico más importante de España para la disputa de las carreras de caballos.
Año tras año suelen celebrarse aproximadamente entre 17 y 19 jornadas de carreras celebradas entre los meses de primavera y verano. Además, las instalaciones del hipódromo se utilizan durante todo el año como centro de entrenamiento, siendo el lugar dónde varios preparadores alojan, cuidan y entrenan a sus caballos.

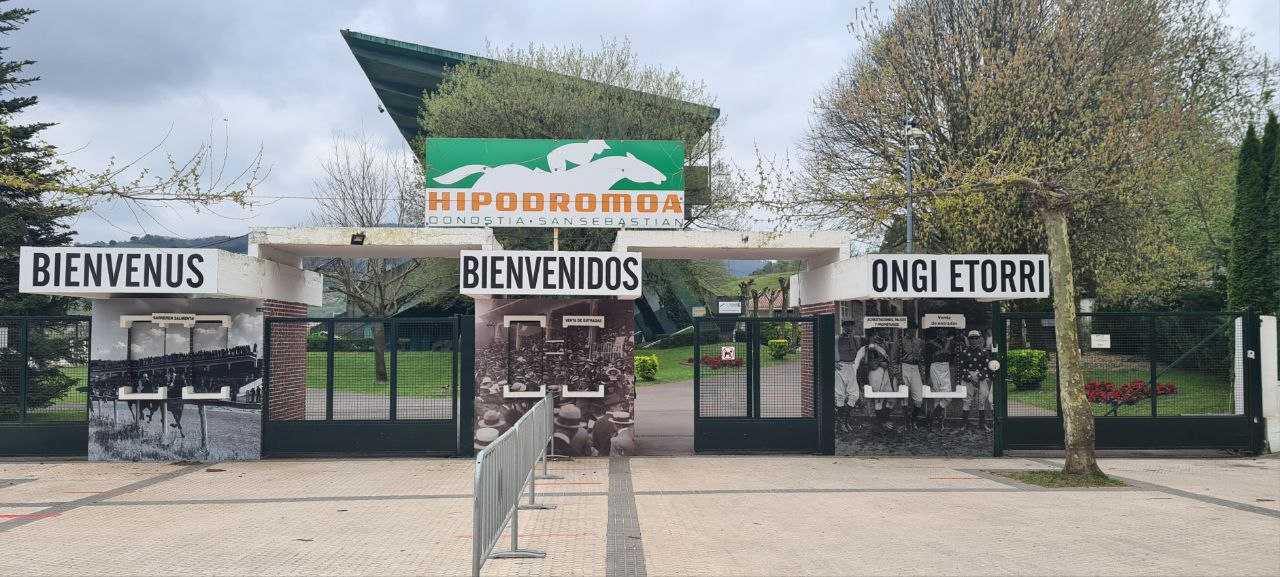
Entrada principal

## Historia
El hipódromo se creó durante la Primera Guerra Mundial, ya que Bélgica, Francia y muchos otros países europeos habían dejado de realizar carreras de caballos. Como España no había entrado a la guerra, construyó un hipódromo para hacer carreras. El recinto deportivo se inauguró por el rey Alfonso XIII, el 2 de julio de 1916.
Con la primera reunión de 1916 se corrió ya el primer Gran Premio de San Sebastián sobre la distancia de 2400 metros y dotado con 100 000 francos. Llovió torrencialmente, pero la carrera salió a maravilla. El vencedor fue Teddy, un tres años propiedad del capitán J. D. Cohn, que montó 49 kilos al campeón de los jockeys: R. Stokes. Este Gran Premio se ha mantenido en el tiempo y en 2016 cumplió 100 años.
Después del cierre del Hipódromo de la Zarzuela con el fin de la temporada de 1996, se convirtió en el hipódromo referencia del turf español y se celebraban carreras durante prácticamente todo el año. Aunque poco a poco esa importancia fue decreciendo con la apertura de los nuevos hipódromos de Andalucía, el Gran Hipódromo de Andalucía y el Hipódromo Costa del Sol, a finales de la década de los 90 y principio de los 2000, y con la reapertura del Hipódromo de la Zarzuela en 2005. El hipódromo tuvo que luchar por mantener su importancia frente a los hipódromos modernos andaluces y frente al renovado hipódromo madrileño, con una pista e instalaciones más anticuadas. Muchos de los entrenadores que vinieron cuando el hipódromo era la referencia, se marcharon a Madrid o Andalucía y la actividad en pista tanto de entrenamiento como de competición disminuyó drásticamente. El hipódromo empezó a organizar carreras únicamente en la temporada de verano, la que históricamente había sido la temporada más importante del hipódromo. Afortunadamente, pudo aguantar ese momento de crisis y hoy en día es el hipódromo referente de la temporada de verano del turf nacional.
Desde el 2016, se han celebrado pruebas exclusivas para caballos y yeguas pura raza árabe. A partir del 2020, se celebró una carrera de categoría Listed, y en 2025, se celebrará una carrera de categoría Grupo 3, como parte de la UAE President Cup, con una dotación de 200 000 €.
Desde el 2021, el hipódromo ha vuelto a recuperar la temporada de primavera, con la disputa de 4 jornadas.

## Temporada
El hipódromo tiene carreras tanto en primavera como en verano. La temporada principal es la de verano, que es cuando se organizan las carreras más importantes del hipódromo. La jornada más importante es el día 15 de agosto, que es cuando se disputa la Copa de Oro de San Sebastián – Donostiako Urrezko Kopa. La jornada anterior y posterior a la disputa de la Copa de Oro de San Sebastián – Donostiako Urrezko Kopa, se disputan el Gran Premio de Yeguas (actualmente conocido como Gran Premio Donostia Sustapena – Fomento San Sebastián, anteriormente conocido como Gran Premio Kutxa - Kutxa Sari Nagusia y Gran Premio Hotel María Cristina - Hotel María Cristina Sari Nagusia) y el Gran Premio Gobierno Vasco – Eusko Jaurlaritza respectivamente, creando la Semana Grande del hipódromo, que coincide con la celebración de la Semana Grande Donostiarra. La jornada posterior a la celebración del Gran Premio Gobierno Vasco – Eusko Jaurlaritza, se disputa Critérium Internacional de San Sebastián - Donostiako Nazioarteko Kriteriuma. El último día de la jornada de verano, se disputa el Gran Premio de San Sebastián - Donostiako Sari Nagusia, siendo la última carrera y cerrando la temporada de verano del hipódromo de San Sebastián.

## Pruebas principales
Los Grandes Premios que se organizan en el hipódromo son los siguientes:

### Grandes Premios de Verano
- Gran Premio Donostia Sustapena – Fomento San Sebastián  - Para yeguas de 3 años en adelante. Se disputa sobre un recorrido de 2200 metros.
- UAE President Cup – Spain - Para caballos y yeguas de 4 años en adelante de Pura Raza Árabe. Se disputa sobre un recorrido de 1600 metros.
- Copa de Oro de San Sebastián – Donostiako Urrezko Kopa - Para caballos y yeguas de 3 años en adelante. Se disputa sobre un recorrido de 2400 metros. Forma parte de Le Defí du Galop.
- Gran Premio Gobierno Vasco – Eusko Jaurlaritza Sari Nagusia - Para caballos y yeguas de 3 años en adelante. Se disputa sobre un recorrido de 1600 metros.
- Critérium Internacional de San Sebastián - Donostiako Nazioarteko Kriteriuma - Para potros y potrancas de 2 años. Se disputa sobre un recorrido de 1500 metros.
- Gran Premio de San Sebastián - Donostiako Sari Nagusia - Para caballos y yeguas de 3 años en adelante. Se disputa sobre un recorrido de 2800 metros.